# 모로네델산니오
모로네델산니오(이탈리아어: Morrone del Sannio)는 이탈리아 몰리세주 캄포바소도의 코무네다. 캄포바소로부터 북동쪽 20km 거리에 있다.